# Avirey-Lingey
Avirey-Lingey è un comune francese di 227 abitanti situato nel dipartimento dell'Aube nella regione del Grand Est.

## Società

### Evoluzione demografica
Abitanti censiti